# Langue centripète
En typologie syntaxique des langues, une langue centripète, dite aussi montante ou lévoverse, est une langue qui tend à placer dans la phrase les éléments modificateurs avant ceux qu'ils modifient. Le terme s'oppose à celui de langue centrifuge. Il s'agit d'une tendance générale qui peut se trouver plus ou moins systématiquement réalisée selon les langues.
Une langue centripète tendra donc à placer :
- l'expansion du nom (adjectif épithète, complément du nom, proposition subordonnée relative) avant le nom qu'elle complète
- l'adverbe avant l'élément qu'il modifie
- le terme de comparaison avant le comparatif
- la proposition subordonnée complétive avant la proposition principale.

Il existe une certaine corrélation entre la position des modificateurs et celle du verbe par rapport à l'objet : les langues centripètes placent le plus souvent l'objet avant le verbe. Elle tendent donc à être de type SOV, OSV ou OVS (le premier de ces ordres étant de loin le plus courant). Les langues centripètes tendent également à être des langues qui utilisent des postpositions préférentiellement à d'autres types d'adpositions.
Exemples de langues nettement centripètes :
- les langues indo-aryennes modernes
- les langues dravidiennes
- la plupart des langues ouraliennes
- les langues turques
- les langues mongoles
- les langues toungouses
- le coréen
- le japonais
- le quechua
- le basque
- le latin

Exemples de langues modérément centripètes :
- le tibétain
- les langues germaniques
- les langues slaves
- les langues chinoises